# Ezequiel Ponce
Ezequiel Ponce né le 29 mars 1997 à Rosario en Argentine, est un footballeur argentin, possédant également la nationalité espagnole. Il évolue au poste d'avant-centre au Dynamo de Houston.

## Carrière

### Carrière en club

#### Newell's Old Boys (2013-2015)
Ezequiel Ponce fait ses débuts dans le club des Newell's Old Boys le 5 octobre 2013 à l'âge de seize ans. Il inscrit son premier but le 16 mars 2014 face au Racing Club. Il s'impose rapidement chez les professionnels en jouant vingt-deux matches dès sa première saison.

#### AS Rome et prêts divers (2015-2019)
Il signe à l'AS Roma lors du mercato estival 2015 contre sept millions d'euros. Il ne parvient pas à jouer le moindre match avec l'équipe première romaine malgré d'excellentes performances avec la primavera (9 buts en 10 matches).
En 2016, il est prêté au Granada CF pour une saison.
Le 10 juillet 2017, il est prêté une saison avec option d'achat au Lille OSC. Deux ans après son départ de l'Estadio Marcelo Bielsa des Newell's Old Boys, il retrouve Marcelo Bielsa en tant qu'entraîneur. Il inscrit son premier but en championnat le 17 novembre 2017 face à l'AS Saint-Étienne. Son prêt, peu concluant, lui vaut de ne pas être gardé par le Lille OSC.
Le 19 juillet 2018, Ezequiel Ponce est prêté une saison à l'AEK Athènes assorti d'une option d'achat avoisinant six millions d'euros. Il y dispute 43 rencontres et inscrit 21 buts.

#### Spartak Moscou (2019-2022)
Il est recruté par le club russe du Spartak Moscou en juin 2019.

### En sélection
Il est retenu pour disputer la coupe du monde des moins de 20 ans en 2017 avec l'Argentine. Il est titulaire lors des deux premiers matchs de poule et il entre en jeu lors du troisième match.

## Statistiques
| Saison                | Club                  | Championnat           | Championnat | Championnat | Coupe nationale | Coupe nationale | Coupe de la Ligue | Coupe de la Ligue | Compétition(s) continentale(s) | Compétition(s) continentale(s) | Compétition(s) continentale(s) | Total | Total |
| Saison                | Club                  | Division              | M.          | B.          | M.              | B.              | M.                | B.                | Comp.                          | M.                             | B.                             | M.    | B.    |
| 2013-2014             | Newell's Old Boys     | Primera División      | 17          | 4           | -               | -               | -                 | -                 | CL                             | 4                              | 0                              | 21    | 4     |
| 2014                  | Newell's Old Boys     | Primera División      | 1           | 0           | 1               | 0               | -                 | -                 | -                              | -                              | -                              | 2     | 0     |
| 2015                  | Newell's Old Boys     | Primera División      | 9           | 1           | 1               | 0               | -                 | -                 | -                              | -                              | -                              | 10    | 1     |
| Sous-total            | Sous-total            | Sous-total            | 27          | 5           | 2               | 0               | -                 | -                 | -                              | 4                              | 0                              | 33    | 5     |
| 2016-2017             | Granada CF (prêt)     | LaLiga                | 25          | 2           | 2               | 0               | -                 | -                 | -                              | -                              | -                              | 27    | 2     |
| Sous-total            | Sous-total            | Sous-total            | 25          | 2           | 2               | 0               | -                 | -                 | -                              | -                              | -                              | 27    | 2     |
| 2017-2018             | Lille OSC (prêt)      | Ligue 1               | 28          | 2           | 2               | 1               | 2                 | 0                 | -                              | -                              | -                              | 32    | 3     |
| Sous-total            | Sous-total            | Sous-total            | 28          | 2           | 2               | 1               | 2                 | 0                 | -                              | -                              | -                              | 32    | 3     |
| 2018-2019             | AEK Athènes (prêt)    | Super League          | 27          | 16          | 7               | 5               | -                 | -                 | C1                             | 9                              | 0                              | 43    | 21    |
| 2023-2024             | AEK Athènes           | Super League          | 5           | 0           | -               | -               | -                 | -                 | C1+C4                          | 2+2                            | 0+1                            | 9     | 1     |
| Sous-total            | Sous-total            | Sous-total            | 32          | 16          | 7               | 5               | -                 | -                 | -                              | 13                             | 1                              | 52    | 22    |
| 2019-2020             | Spartak Moscou        | Premier League        | 27          | 6           | 3               | 3               | -                 | -                 | C3                             | 4                              | 2                              | 34    | 11    |
| 2020-2021             | Spartak Moscou        | Premier League        | 25          | 9           | 3               | 1               | -                 | -                 | -                              | -                              | -                              | 28    | 10    |
| 2021-2022             | Spartak Moscou        | Premier League        | 7           | 4           | -               | -               | -                 | -                 | C1+C3                          | 2+2                            | 0+0                            | 11    | 4     |
| Sous-total            | Sous-total            | Sous-total            | 59          | 19          | 6               | 4               | -                 | -                 | -                              | 8                              | 2                              | 73    | 25    |
| 2021-2022             | Elche CF (prêt)       | LaLiga                | 13          | 1           | -               | -               | -                 | -                 | -                              | -                              | -                              | 13    | 1     |
| 2022-2023             | Elche CF              | LaLiga                | 34          | 4           | 3               | 2               | -                 | -                 | -                              | -                              | -                              | 37    | 6     |
| Sous-total            | Sous-total            | Sous-total            | 47          | 5           | 3               | 2               | -                 | -                 | -                              | -                              | -                              | 50    | 7     |
| Total sur la carrière | Total sur la carrière | Total sur la carrière | 218         | 49          | 22              | 12              | 2                 | 0                 | -                              | 25                             | 3                              | 267   | 64    |

## Palmarès

### En club
| AS Rome - Championnat d'Italie Primavera - Champion en 2016 (it) |